# U-706
Unterseeboot 706 foi um submarino alemão do Tipo VIIC, pertencente a Kriegsmarine que atuou durante a Segunda Guerra Mundial.

## Comandantes
| Comandante                      | Data                                      |
| ------------------------------- | ----------------------------------------- |
| KrvKpt. Alexander von Zitzewitz | 16 de março de 1942 - 3 de agosto de 1943 |

## Subordinação
Durante o seu tempo de serviço, esteve subordinado às seguintes flotilhas:
| Período                                      | Flotilha                                  |
| -------------------------------------------- | ----------------------------------------- |
| 16 de março de 1942 - 30 de setembro de 1942 | 5. Unterseebootsflottille (treinamento)   |
| 1 de outubro de 1942 - 3 de agosto de 1943   | 3. Unterseebootsflottille (serviço ativo) |

## Operações conjuntas de ataque
O U-706 participou das seguinte operações de ataque combinado durante a sua carreira:
- Rudeltaktik Luchs (1 de outubro de 1942 - 6 de outubro de 1942)
- Rudeltaktik Panther (6 de outubro de 1942 - 20 de outubro de 1942)
- Rudeltaktik Südwärts (24 de outubro de 1942 - 26 de outubro de 1942)
- Rudeltaktik Falke (28 de dezembro de 1942 - 4 de janeiro de 1943)
- Rudeltaktik Jaguar (18 de janeiro de 1943 - 31 de janeiro de 1943)
- Rudeltaktik Seeteufel (23 de março de 1943 - 30 de março de 1943)
- Rudeltaktik Löwenherz (1 de abril de 1943 - 10 de abril de 1943)
- Rudeltaktik Lerche (10 de abril de 1943 - 16 de abril de 1943)
- Rudeltaktik Meise (16 de abril de 1943 - 22 de abril de 1943)
- Rudeltaktik Specht (22 de abril de 1943 - 4 de maio de 1943)